# Kuźnica (gmina Kruszyna)
Kuźnica – kolonia w Polsce, położona w województwie śląskim, w powiecie częstochowskim, w gminie Kruszyna.